# Piotr Guzakow
Piotr Wasiljewicz Guzakow (ros. Пётр Васильевич Гузаков, ur. 23 października?/4 listopada 1889 w guberni ufijskiej, zm. 9 grudnia 1944 w Moskwie) – radziecki polityk i wojskowy.

## Życiorys
Od 1905 członek SDPRR, bolszewik, 1906 aresztowany, 1909 zbiegł i udał się na emigrację do Belgii, później Włoch i w końcu Francji, gdzie był słuchaczem szkoły partyjnej w Longjumeau. Po powrocie do Rosji 1911 aresztowany, 1916 skazany na zesłanie do Irkucka, 16 marca 1917 zwolniony. Od maja 1917 przewodniczący rady okręgowej w guberni ufijskiej, 1918 wojskowy komisarz Uralskiego Okręgu Wojskowego i komisarz Okręgu Uralsko-Orenburskiego, od maja 1918 członek Sztabu Wojskowo-Rewolucyjnego ds. Organizacji Obrony Samary, 1918-1919 dowódca kawaleryjskiego oddziału partyzanckiego 5 Armii, 1919-1920 szef Wydziału Specjalnego Czeki 5 Armii Frontu Wschodniego. Od lutego 1920 do marca 1921 przewodniczący omskiej gubernialnej Czeki, od maja do listopada 1921 przewodniczący baszkirskiej obwodowej Czeki, od 7 listopada 1921 do 6 lutego 1922 przewodniczący kurskiej gubernialnej Czeki, od 6 lutego 1922 do 1 sierpnia 1923 szef kurskiego gubernialnego oddziału GPU. Od 11 maja 1923 do 20 listopada 1924 sekretarz odpowiedzialny kurskiego gubernialnego komitetu RKP(b), 1924-1927 zarządzający sprawami KC RKP(b)/WKP(b), od października 1927 do sierpnia 1928 kierownik Wszechzwiązkowego Centrum Audycji Radiowych, od sierpnia 1928 szef Głównego Zarządu Lotnictwa Cywilnego. Później szef Zarządu Chemicznego Najwyższej Rady Gospodarki Narodowej ZSRR i zastępca pełnomocnika Ludowego Komisariatu Przemysłu Ciężkiego ZSRR, od maja 1936 do stycznia 1937 dyrektor Instytutu Naukowo-Badawczego Przemysłu Leśnego.
27 stycznia 1937 aresztowany, 3 kwietnia 1938 skazany na 5 lat pozbawienia wolności.